# Sumô nos Jogos Mundiais de 2009
As competições de sumô nos Jogos Mundiais de 2009 ocorreram entre 10 a 18 de julho no Ginásio da Escola Kaohsiung. Sete eventos foram disputados.

## Quadro de medalhas
| Ordem | País     | Medalha de ouro | Medalha de prata | Medalha de bronze |    |
| ----- | -------- | --------------- | ---------------- | ----------------- | -- |
| 1     | Japão    | 2               | 2                | 2                 | 6  |
| 2     | Rússia   | 2               | 1                | 2                 | 5  |
| 3     | Ucrânia  | 1               | 3                | 2                 | 6  |
| 4     | Mongólia | 1               | 2                | 1                 | 4  |
| 5     | Estónia  | 1               |                  |                   | 1  |
| 5     | Hungria  | 1               |                  |                   | 1  |
| 7     | Polónia  |                 |                  | 1                 | 1  |
| TOTAL | TOTAL    | 8               | 8                | 8                 | 24 |

## Medalhistas
| Evento                           | Ouro                    | Prata                   | Bronze                      |
| Peso leve feminino (detalhes)    | UKR Alina Boykova       | MGL Selenge Enkhzaya    | RUS Nelli Vorobyeva         |
| Peso leve masculino (detalhes)   | HUN Sandor Bardosi      | RUS Nachyn Mongush      | MGL Gantugs Rentsendorj     |
| Peso médio feminino (detalhes)   | EST Epp Mae             | UKR Maryna Pryshchepa   | JPN Asano Matsuura          |
| Peso médio masculino (detalhes)  | JPN Ryo Ito             | JPN Katsuo Yoshida      | UKR Kostiantyn Iermakov     |
| Peso pesado feminino (detalhes)  | RUS Anna Zhigalova      | UKR Olga Davydko        | RUS Ekaterina Keyb          |
| Peso pesado masculino (detalhes) | JPN Takashi Himeno      | MGL Naranbat Gankhuyang | UKR Alan Karaev             |
| Aberto feminino (detalhes)       | RUS Anna Zhigalova      | UKR Olga Davydko        | POL Edyta Witkowska-Popecka |
| Aberto masculino (detalhes)      | MGL Byambajav Ulambayar | RUS Mutoshi Matsunaga   | JPN Takashi Himeno          |